# КАМАЗ 6580
КамАЗ-6580 (англ. KamAZ 6580) — сімейство важких самоскидів виробництва КАМАЗ з компонувальною схемою «кабіна над двигуном» призначене для перевезення сипучих і навалювальних вантажів по дорогах з твердим покриттям, у тому числі з кругляка і щебеню, і по ґрунтових дорогах. Вантажопідйомність — 26 - 33 тонн. Автомобілі обладнані ліцензійною кабіною від Mercedes-Benz Axor шириною 2300 мм.

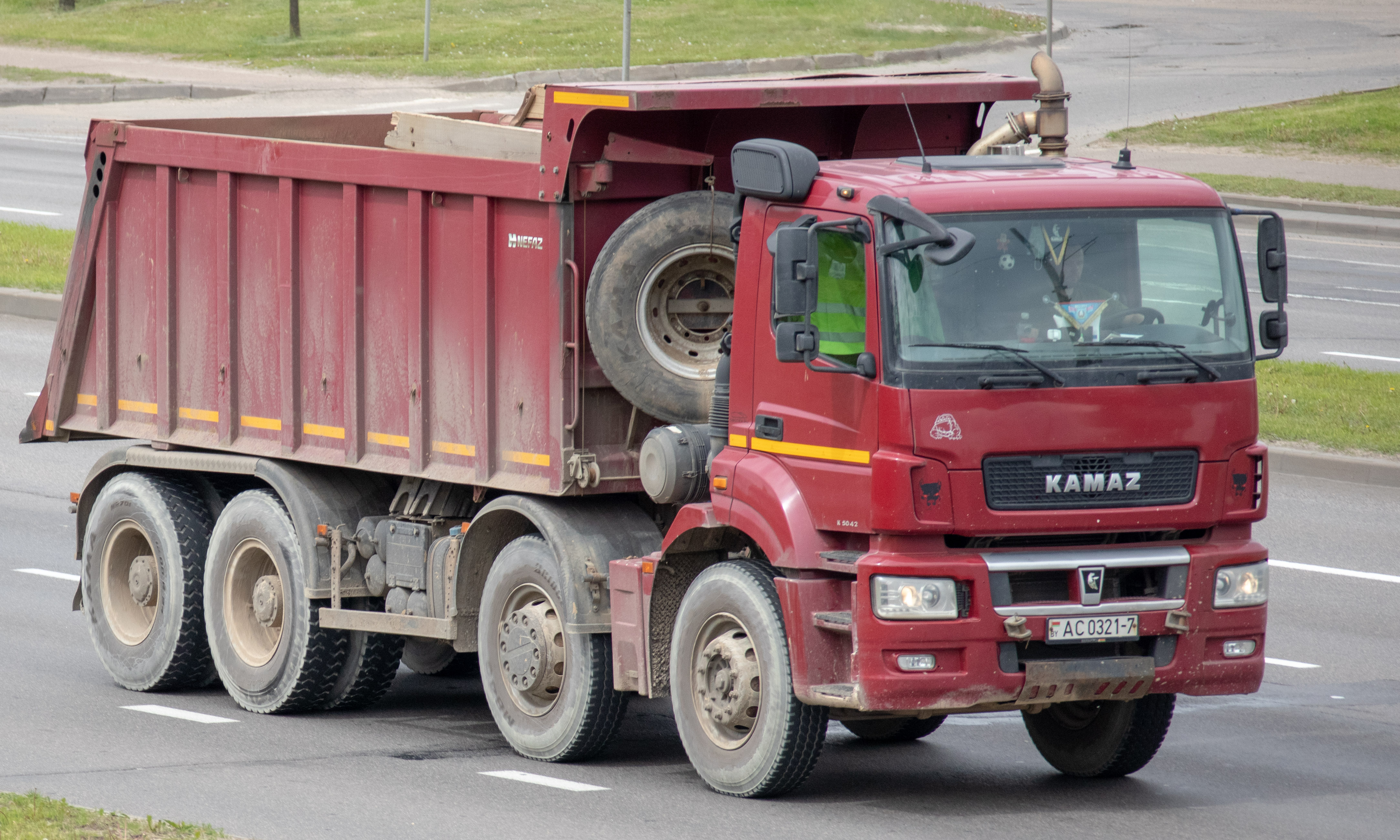
КАМАЗ 65801

У березні 2017 року на КамАЗі почалась дослідна збірка трьох моделей з індексами 6580, 65801 і 65802. Ці моделі з часом покликані витіснити з продуктової лінійки застарілі самоскиди КамАЗ-6520 і КамАЗ-65201.
КамАЗ-6580, 65801 і 65802 може бути обладнаний дизельними двигунами Cummins ISG12 11,8 л або Daimler OM 457 LA 11,94 л потужністю від 410 до 440 к.с. Комплектується 16-ступінчастою синхронізованою коробкою ZF 16S-2220.

## Модифікації
- КАМАЗ-6580 (KamAZ К4141D) - самоскид вантажопідйомністю 27 т, з колісною формулою 6х4.
- КАМАЗ-65801 (KamAZ К5044D) - самоскид вантажопідйомністю 33 т, з колісною формулою 8х4.
- КАМАЗ-65802 (KamAZ К4141D) - самоскид вантажопідйомністю 26 т, з колісною формулою 6х6.
- КАМАЗ-65805 «Атлант» - самоскид вантажопідйомністю 75 т, з колісною формулою 10х6.
- КАМАЗ-65806 (KamAZ К3342) - сідловий тягач на ресорній підвісці вантажопідйомністю 74 т, з колісною формулою 6х4.